# Kvicksilver(II)jodid
Kvicksilver(II)jodid, i dagligt tal kvicksilverjodid, är ett rött till gult pulver, som ej är lösligt i vatten, men i kaliumjodidlösning, och som med 140 delar etanol ger en färglös lösning. Ämnet förekommer sällsynt i naturen som mineralet coccinit.
Ämnet kan genom sublimering omvandlas till ljusgula (ortorombiska) kristaller, som dock vid beröring lätt återgår till röda (tetragonala).

## Framställning
Rivning av kvicksilver med jod. Över 131 °C fås den ortorombiska formen, under denna temperatur den tetragonala. Även utfällning från kvicksilver(II)saltlösning genom tillsats av jodidjoner.

## Användning
Kvicksilver(II)jodid har haft användning inom medicinen och förekommer inom veterinärmedicinen i blistersalva.
Substansen används för beredning av Nesslers reagens, som används för att påvisa förekomst av ammoniak.
Kvicksilver(II)jodid kommer, som halvledarmaterial, till användning vid framställning av detektorer för röntgen- och gammastrålning.